# Khumbalgarh

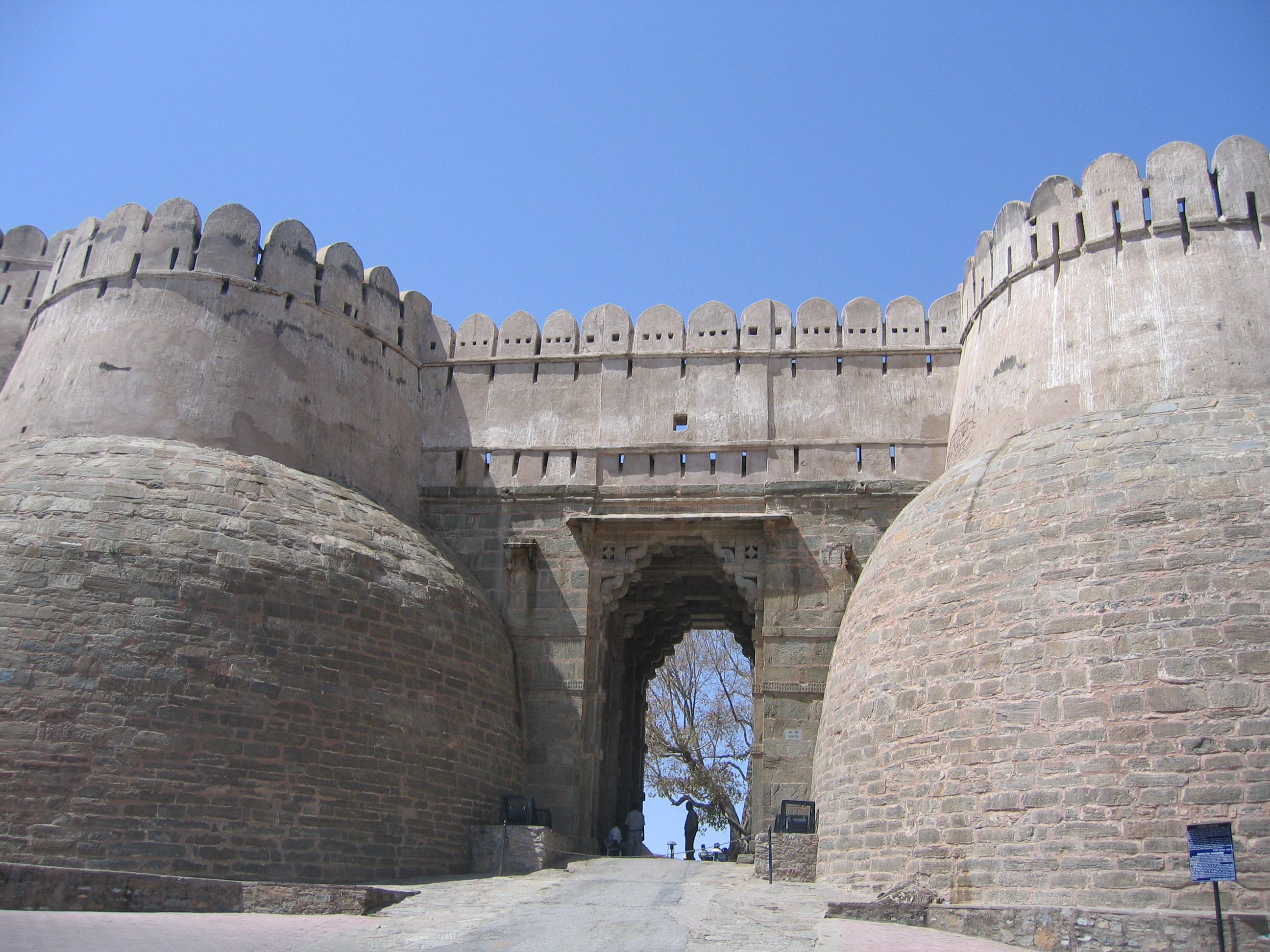
Porta

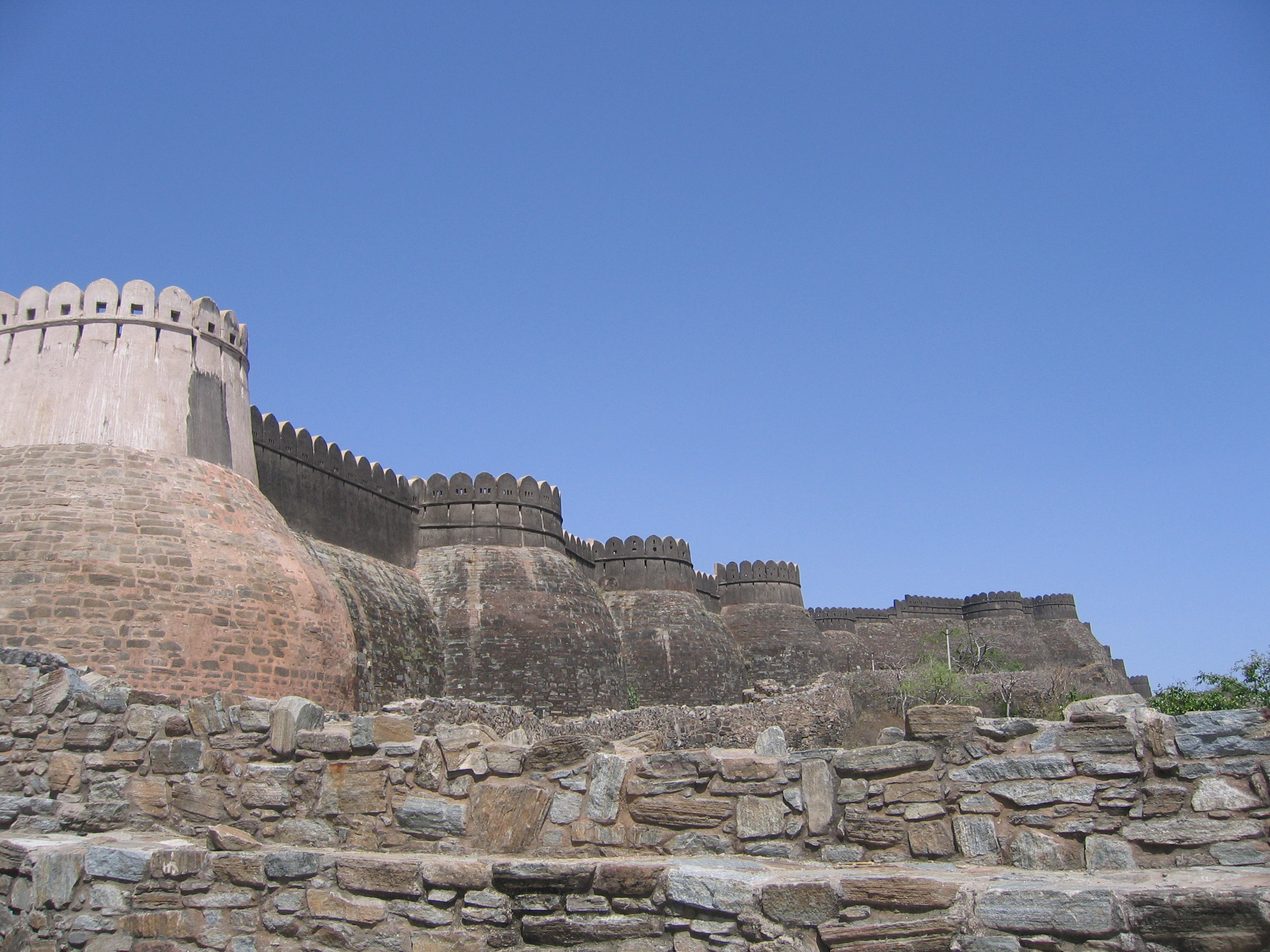
Muralles

Khumbalgarh (també anomenada Kumbhalgarh, Kumbhalmer o Kumbalgarh) és una impressionant fortalesa a l'oest del Rajasthan a uns 82 km d'Udaipur (Rajasthan), en un cim rocós a 1.100 metres d'altitud enmig de muntanyes del grups dels Aravalli. Les muralles tenen un perímetre de 36 km (la segona muralla més llarga del món després de la Gran Muralla Xinesa; les muralles frontals tenen uns 5 metres d'amplada i fins a set torres. A l'interior hi ha uns 360 temples, mig centenar dels quals es poden veure només creuant la impressionant porta d'accés; uns 300 temples són jains i la resta hindús. La vista s'estén per dotzenes de quilòmetres cap als Aravalli. El palau de Badal Mahal (palau dels Núvols), a la part alta, tot i que sense decoració apreciable a l'interior, permet pujar a més altura per dominar encara més territori. Encara que es diu que les dunes del desert del Thar es poden veure des d'allí, això és una exageració. Una petita població viu a l'interior. Fou fundat per rana Khumba de Mewar entre 1443 i 1458, on ja hi havia abans una altra fortalesa que hauria estat construïda pel príncep jain Samprati al segle ii aC. El jove príncep Udai fou amagat en aquesta fortalesa el 1535, quan Chittor estava assetjada (més tard va fundar Udaipur). El 1576, fou conquerida pel general mogol Shahbaz Khan en mancar aigua a la guarnició. Al segle xix, la guarnició estava formada per sectaris sanyasi (ascetes) que es van revoltar, però el 1818 el capità Tod, agent polític, va aconseguir la seva submissió pagant les quantitats degudes i el fort fou restaurat al maharana.